# Знак підкреслення
Знак підкреслення [ _ ] (також символ підкреслювання, риска знизу, нижня риска) — символ, що початково з'явився на друкарських машинках та використовувався переважно для підкреслювання слів та друку горизонтальних ліній. На початку 1980-х потрапив на стандартну комп'ютерну клавіатуру.

## Використання

### Друкарські машинки
Знак підкреслення (або нижня риска) використовувався на друкарських машинках переважно для підкреслювання слів, а також для друку горизонтальних ліній. Щоб підкреслити слово, необхідно було повернути каретку  на початок надрукованого слова, а потім надрукувати поверх нього необхідну кількість знаків підкреслення.

### Використання в інформаційних технологіях
Знак підкреслення відіграє значну роль як символ розділення слів, в той час як з точки зору інформаційної системи, така послідовність залишається неподільною. Це використовується у випадках, коли інші розділові символи, особливо пробіли заборонені (в адресах електронної пошти, ідентифікаторах, імена змінних), або це може призвести до небажаного результату: в назвах файлів, а URL-адресах). 
Знак підкреслення іноді використовують для створення візуальних проміжків між низками символів, Деякі комп'ютерні застосунки також автоматично підкреслюють текст обрамлений символами підкреслення: наприклад,  _підкреслено_ буде відображено як підкреслено. У таких цілях їх часто використовують у суто текстових засобах комунікації (миттєвих повідомленнях, класичній електронній пошті, IRC тощо).
В деяких інформаційних системах які займаються пошуком серед даних, символ _ має спеціальне значення "будь-який один символ" при співставленні з шаблоном, начебто це пропущена літера,  Популярний приклад де таке використовується це мова запитів SQL. Наприклад слово шмат та штат одночасно задовільняють шаблону ш_ат. 
В доменних іменах символ підкреслення заборонений. Проте використання символу підкреслення в імені комп'ютера дозволено, а ім'я комп'ютера часто є складовою доменного імені, тому в деяких системи керування доменними іменами, як наприклад Windows дозволяють символ підкреслення. В 2019 роз'яснення щодо використання символу підкреслення опубліковані в RFC 8552

### Діакритичний знак
Символ підкреслення використовують як діакритичний знак у деяких мовах Єгипту (як знак «з'єднувальна нижня риска»), деяких мовах Габону (що послуговуються орфографією Rapidolangue), мові ізере у Нігерії, а також у деяких індіанських мовах, таких як шошоні (shoshoni) та кайова (kiowa).

## Набір та кодування
На стандартних комп'ютерних клавіатурах (типу IBM PC) символ поділяє одну клавішу із символом дефіса-мінуса у верхньому ряду, праворуч від клавіші «0». У стандартних смартфонних українських клавіатурах звичайно відсутній.
У таблиці Юнікод символ закодований як U+005F _ LOW LINE. У таблиці ASCII знаку підкреслення відповідає значення 95. Код HTML — &#95;.
У таблиці Юнікод є також подібний символ U+2017 ‗ DOUBLE LOW LINE, що являє собою знак подвійного підкреслення (із двома горизонтальними рисками замість однієї).